# Hugo Álvarez Antúnez
Hugo Álvarez Antúnez (Orense, 2 de julio de 2003), es un futbolista español que juega como banda izquierda en el Real Club Celta de Vigo  de la Primera división española.

## Familiares
Tiene un hermano llamado Anxo Álvarez Antúnez (nacido en el 2008) este actualmente esta jugando en el Rayo 21, el club de su barrio, o como se llamaba antes Santa Teresita CF, un equipo con una gran cantera, del que provienen grandes jugadores de primera division.

## Carrera deportiva
Comienza a jugar al fútbol en las categorías inferiores del Ourense C. F., y después en la del Celta de Vigo, a la que llegó siendo un niño.Debuta con el primer equipo el 25 de octubre de 2021 en una victoria por 3 a 0 frente al Getafe C. F. en Primera División, jugando los últimos 14 minutos del encuentro.
El 14 de diciembre del mismo año juega su primer partido como titular en el primer equipo, en la victoria en prórroga del Celta frente al FC Andorra en la Copa del Rey, siendo sustituido en el descanso.Asciende al filial del club para la campaña 2022-23 en la Primera Federación.

## Clubes
Actualizado al último partido disputado el 19 de enero de 2025.
| Club                        | País   | Año       | Partidos | Goles | Asistencias |
| --------------------------- | ------ | --------- | -------- | ----- | ----------- |
| Real Club Celta de Vigo "B" | España | 2022-2024 | 64       | 8     | 0           |
| Real Club Celta de Vigo     | España | 2021-act. | 33       | 5     | 2           |